# Luca Parlato
Luca Parlato, né le 25 juin 1991 à Vico Equense, est un rameur italien.

## Carrière
Il remporte le titre mondial en deux de pointe avec barreur aux Championnats du monde d'aviron 2013 et la médaille de bronze en huit aux Championnats du monde d'aviron 2017.